# وقت تنگ است
وقت تنگ است (انگلیسی: Running Out of Time) با نام اصلی روزهای به‌شماره‌افتاده (اسپانیایی: Días contados‎) یک فیلم دلهره‌آور اسپانیایی به کارگردانی ایمانول اوریبه است که در سال ۱۹۹۴ منتشر و در همان سال برندهٔ جایزه گویا برای بهترین فیلم شد.

## گزیدهٔ بازیگران
- کارملو گومس[۳]
- روت گابریل[۳]
- کاندلا پنیا[۴]
- الویرا مینگس[۳]
- خاویر باردم[۳]
- پپون نیه‌تو[۳]
- کارا الخالده[۳]